# Einführung in die Elektronik
Einführung in die Elektronik war im Jahr 1972 eine Fernsehsendung des WDR zum Thema Elektrik und Elektronik.

## Konzept der Sendung
Angesichts der Umbrüche im Bereich Elektrik und Elektronik in den 1960er Jahren – Halbleitertechnik ersetzte Relais- und Röhrentechnik – wurde in der von Jean Pütz moderierten Sendung versucht, die entsprechenden Sachverhalte und neuen Entwicklungen auch für Nichtakademiker nachvollziehbar darzustellen. Dies geschah etwa anhand von Modellen und Filmeinspielungen aus der Praxis. Zielgruppe waren junge, technisch interessierte Zuschauer.
Die Einschaltquote war für ein 3. Programm hoch. Zur Sendung erschien ein Begleitbuch, das einschließlich einer Taschenbuchausgabe eine Auflage von über 700.000 erreichte.

## Episodenliste
| Nr. | Titel                                      |
| --- | ------------------------------------------ |
| 1   | Grundlagen der Elektronik                  |
| 2   | Widerstände, Kondensatoren, Spulen         |
| 3   | Der Oszillograph                           |
| 4   | Die Physik der Halbleiterdiode             |
| 5   | Die Physik des Transistors                 |
| 6   | Der Transistor als Verstärker              |
| 7   | Der Transistor als Schalter                |
| 8   | Logik aus Diode und Transistor             |
| 9   | Der Thyristor                              |
| 10  | Vom Sand zum Transistor                    |
| 11  | Die Technologie der integrierten Schaltung |

## Folgende Sendekonzepte
In Folge der positiven Resonanz auf die Sendung und vieler Nachfragen von Zuschauern entwickelte sich die Idee, eine Sendereihe zum Selbermachen an Einführung in die Elektronik anzuschließen. Es entstand das Konzept der ebenfalls von Jean Pütz moderierten Hobbythek, in der viele Elemente des Bastelns mit Elektronik integriert wurden.

## Begleitbuch
- Jean Pütz (Hrsg.): Elektronik, eine Einführung. Fischer Verlag, 1972, ISBN 3-596-26273-9.